# Langer Bach (Wester)
Der Lange Bach ist der südöstliche und rechte, rund 4 km lange Quellfluss der Wester in Nordrhein-Westfalen, Deutschland. 

## Verlauf
Der Bach entspringt im Naturpark Arnsberger Wald etwa 500 m Nord-Nordost vom höchsten Punkt des Warsteiner Stadtgebiets und des gesamten Naturparks (580,9 m ü. NN). Seine Quelle, die im Warsteiner Wald, dem Ostteil des Naturparks, am nördlichen Ende des Hessengrabens auf etwa 540 m Höhe liegt, heißt Hubertusquelle. Der Langer Bach mündet nach wenigen hundert Metern in ein kleines Hochmoor (Bösenbruch). Am Nordende des Hochmoors entspringt der Langer Bach wieder und fließt in Richtung Nordosten, um dann in einem weiten Bogen nach Nordwesten zu schwenken. Nur etwas südlich von Warstein vereinigt er sich mit dem Wideybach zur Wester. 
Der Langer Bach hat ein 4,32 km² großes Einzugsgebiet.